# Anel Raskaj
Anel Raskaj (* 19. August 1989 in Prizren, SFR Jugoslawien) ist ein schwedischer ehemaliger Fußballspieler. Der Mittelfeldspieler lebt seit 2003 in Schweden lebt und war Nationalspieler des Kosovo.

## Werdegang
Raskaj lebte bis zu seinem 14. Lebensjahr in seiner Geburtsstadt Prizren und spielte dort in der Jugend der KF Liria. 2003 zog er mit seiner Familie nach Schweden. Dort trat er der Jugendmannschaft des IF Leikin bei, schnell wurde sein Talent jedoch vom höherklassigen Klub Halmstads BK entdeckt und nach wenigen Monaten schloss er sich dem Klub an.
Raskaj durchlief die einzelnen Jugendmannschaften seines neuen Vereins. Bei einem Nachwuchsturnier in Frankreich wurde er als bester Spieler ausgezeichnet. Das Angebot eines französischen Klubs, ihn zu verpflichten, schlug er aus und unterschrieb bei seinem schwedischen Klub einen langfristigen Vertrag. Zuvor war er als Nachwuchsspieler bereits mehrfach im Kader der Allsvenskanmannschaft berücksichtigt worden und hatte als Einwechselspieler im Herbst 2007 bei einem Spiel gegen Kalmar FF in der höchsten schwedischen Spielklasse debütiert. Daraufhin nahm ihn der Klub zur Spielzeit 2008 endgültig in den Profikader auf. An der Seite von Mikael Rosén, Ajsel Kujovic, Magnus Bahne und Tomas Žvirgždauskas etablierte er sich schnell als Stammkraft im Mittelfeld und trug mit 27 Saisonspielen zum Erreichen des achten Tabellenplatzes bei.
Das Talent Raskajs blieb auch den Verantwortlichen des Svenska Fotbollförbundet nicht verborgen. Da er jedoch vor 2011 keine schwedische Staatsbürgerschaft erlangen kann, konnte der Auswahltrainer der schwedischen U-21-Auswahl Jörgen Lennartsson ihn nicht für die U-21-Europameisterschaft 2009 nominieren. Auch der albanische Verband Federata Shqiptare e Futbollit trat nach seinen guten Leistungen an ihn heran, er lehnte jedoch ab, für die albanische Nationalmannschaft aufzulaufen. Noch unentschieden, ob er für Schweden oder den Kosovo seine Nationalmannschaftskarriere bestreiten sollte, lief er im Sommer 2009 erstmals in einem inoffiziellen Freundschaftsspiel für die nicht anerkannte kosovarische Auswahl gegen die Vereinsmannschaft Kalmar FF auf.
Mittlerweile mit der Rückennummer „10“ ausgestattet bestritt Raskaj in der Spielzeit 2009 alle 30 Saisonspiele und war somit eine bedeutende Stütze im Abstiegskampf. Mit seinem spielentscheidenden Tor beim 1:0-Auswärtserfolg beim amtierenden Meister Kalmar FF schoss er zudem sein erstes Ligator für den Verein. 2010 avancierte er zum Mannschaftskapitän der kosovarischen Auswahl, die weder FIFA- noch UEFA-Mitglied ist. Im Juli erklärte er schließlich auf der Internetseite seines Vereins, sich für eine Nationalmannschaftskarriere im Kosovo entschieden zu haben, wollte jedoch ein Auflaufen für Schweden – insbesondere hinsichtlich der U-21-Mannschaft bei einer möglichen Qualifikation für die U-21-Europameisterschaft 2011 – nicht komplett ausschließen. Er war am 5. März 2014 beim ersten inoffiziellen Länderspiel des Kosovo gegen ein FIFA-Mitglied Teil des Kaders. Das Freundschaftsspiel gegen Haiti endete 0:0.